# Gregoire Lake 176B
Gregoire Lake 176B är ett reservat i Kanada.   Det ligger i provinsen Alberta, i den centrala delen av landet, 2 700 km väster om huvudstaden Ottawa.
I omgivningarna runt Gregoire Lake 176B växer i huvudsak barrskog. Trakten runt Gregoire Lake 176B är nära nog obefolkad, med mindre än två invånare per kvadratkilometer.